# Stockton-on-Tees (borough)
Stockton-on-Tees is een unitary authority en een district in de Engelse regio North East England, ceremonieel graafschap County Durham, en telt 197.000 inwoners. De oppervlakte bedraagt 205 km². Hoofdplaats is de stad Stockton-on-Tees.
Vanuit ceremonieel oogpunt geldt het als onderdeel van twee verschillende ceremoniële graafschappen: het deel ten noorden van de rivier de Tees hoort bij het ceremoniële graafschap Durham; het deel ten zuiden van de rivier hoort bij het ceremoniële graafschap North Yorkshire.
Belangrijkste plaatsen zijn Stockton-on-Tees met 82.880 inwoners, Billingham met 36.720 inwoners en Thornaby-on-Tees.

Stockton-on-Tees in Durham
Stockton-on-Tees in North Yorkshire

## Demografie
Van de bevolking is 14,8% ouder dan 65 jaar. De werkloosheid bedraagt 5,0% van de beroepsbevolking (cijfers volkstelling 2001).
Het aantal inwoners steeg van ongeveer 175.200 in 1991 naar 178.408 in 2001.

## Plaatsen in district Stockton-on-Tees
- Stockton-on-Tees, in County Durham

## Civil parishesin district Stockton-on-Tees
Aislaby, Billingham, Carlton, Castlelevington, Egglescliffe, Elton, Grindon, Hilton, Ingleby Barwick, Kirklevington, Longnewton, Maltby, Newsham, Preston-on-Tees, Redmarshall, Stillington and Whitton, Thornaby, Wolviston, Yarm.
Bath and North East Somerset* · Bedfordshire · Berkshire · Blackburn & Darwen* · Blackpool* · Bournemouth* · Brighton & Hove* · Bristol* · Buckinghamshire · Cambridgeshire · Cheshire · Cornwall · Cumbria · Darlington* · Derby* · Derbyshire · Devon · Dorset · Durham · East Riding of Yorkshire* · East Sussex · Essex · Gloucestershire · Greater London · Greater Manchester · Halton* · Hampshire · Hartlepool* · Herefordshire* · Hertfordshire · Hull* · Isle of Wight* · Kent · Lancashire · Leicester* · Leicestershire · Lincolnshire · Luton* · Medway* · Merseyside · Middlesbrough* · Milton Keynes* · Norfolk · Northamptonshire · Northumberland · North East Lincolnshire* · North Lincolnshire * · North Somerset* · North Yorkshire · Nottingham* · Nottinghamshire · Oxfordshire · Peterborough* · Plymouth* · Poole* · Portsmouth* · Redcar & Cleveland* · Rutland* · Shropshire · Somerset · Southend-on-Sea* · Southampton* · South Gloucestershire* · South Yorkshire · Staffordshire · Stockton-on-Tees* · Stoke-on-Trent* · Suffolk · Surrey · Swindon* · Telford & Wrekin* · Thurrock* · Torbay* · Tyne & Wear · Warrington* · Warwickshire · West Midlands · West Sussex · West Yorkshire · Wiltshire · Worcestershire · York* 
Overig: Ceremoniële graafschappen · Traditionele graafschappen